# نروجین پرل
نروجین پرل (به انگلیسی: Norwegian Pearl) یک کشتی است که طول آن ۹۶۵ فوت (۲۹۴٫۱۳ متر) می‌باشد. این کشتی در سال ۲۰۰۶ ساخته شد.